# Eupentacta fraudatrix
Eupentacta fraudatrix is een zeekomkommer uit de familie Sclerodactylidae.
De wetenschappelijke naam van de soort werd in 1958 gepubliceerd door D'yakonov & Baranova.